# Großer Preis der USA 1967
Der Große Preis der USA 1967 (offiziell X United States Grand Prix) fand am 1. Oktober auf dem Watkins Glen International in Watkins Glen statt und war das zehnte Rennen der Automobil-Weltmeisterschaft 1967.

## Berichte

### Hintergrund

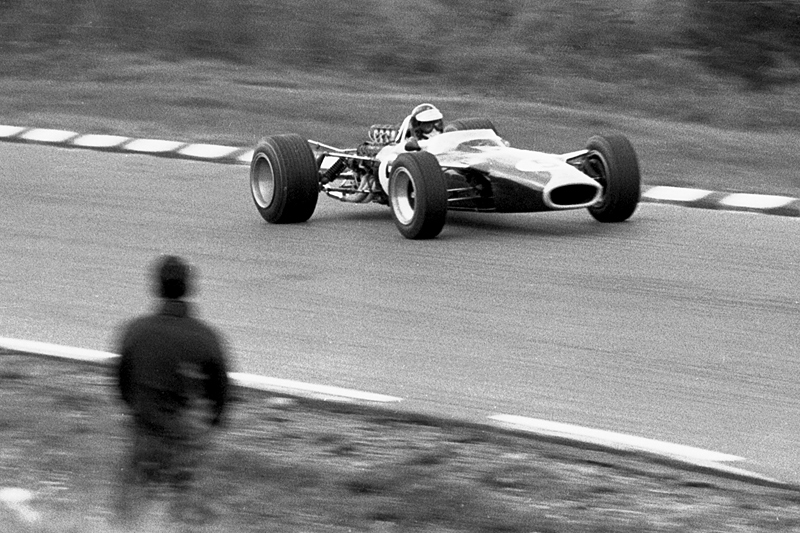
Jim Clark im Lotus 49

Bereits vor den beiden finalen Übersee-Rennen in den USA und in Mexiko stand das Team Brabham als Konstrukteurs-Weltmeister fest, obwohl der Lotus 49 seit seiner Einführung beim Großen Preis der Niederlande anerkanntermaßen als das beste Auto im Feld galt. Die Zuverlässigkeitsprobleme dieses Wagens verhinderten jedoch einen WM-Triumph des Lotus-Teams und führten außerdem dazu, dass nicht mehr Graham Hill und Jim Clark, die die meisten Pole-Positionen der Saison erreicht hatten, sondern nur noch die beiden Brabham-Werksfahrer Chancen auf den Fahrer-WM-Titel hatten. Dies waren Teamgründer und Titelverteidiger Jack Brabham und der zum damaligen Zeitpunkt in der Punktetabelle führende Denis Hulme.
Das übliche Fahrerfeld wurde abermals durch einen dritten Werks-Lotus ergänzt, der an den letzten beiden Grand-Prix-Wochenenden der Saison vom Mexikaner Moisés Solana pilotiert wurde. Zudem meldete Matra einen Formel-2-Wagen, um Erfahrungen für den geplanten Formel-1-Einstieg des Teams in der Saison 1968 zu sammeln. Pilotiert wurde das Fahrzeug von Jean-Pierre Beltoise.

### Training
Wie bereits seit mehreren GP-Wochenenden obligatorisch, dominierten die beiden Lotus von Hill und Clark das Training und qualifizierten sich für die erste Startreihe. Dabei erreichten sie während ihrer jeweils besten Runden als einzige eine Durchschnittsgeschwindigkeit über 200 km/h. Dahinter teilte sich Dan Gurney in seinem eigenen Eagle T1G die zweite Reihe mit Ferrari-Pilot Chris Amon. Die dritte Reihe setzte sich aus den beiden WM-Kontrahenten Brabham und Hulme zusammen. Es folgten Moisés Solana und Jochen Rindt in Startreihe vier.

### Rennen
Hinter Hill, der zunächst die Führung übernahm, überholte Gurney während der ersten Runden Clark und verteidigte diesen zweiten Platz bis zum Ende des achten Umlaufs. Dann fiel er nach und nach zurück und schied schließlich wegen eines Aufhängungsschadens aus. Dadurch rückte Amon, der sich zu Beginn des Rennens mit den beiden Werks-Brabham duelliert hatte, auf den dritten Rang vor.
In der 41. Runde übernahm Clark die Führung von Hill, da dieser mit Schaltproblemen zu kämpfen hatte. In der 65. Runde fiel Hill aus dem gleichen Grund hinter Amon zurück. Brabham hatte unterdessen wegen eines Reifenschadens mit anschließendem Boxenstopp den Anschluss an die Spitzengruppe verloren. Bis zur 85. Runde duellierte sich Hill daraufhin mit Amon um den zweiten Rang, bevor der Neuseeländer wegen eines Motorschadens aufgeben musste.
In den restlichen Runden deutete alles auf einen souveränen Sieg von Jim Clark hin, der von Hill zu einem Lotus-Doppelsieg ergänzt würde. Dieser trat schließlich auch ein, allerdings knapper als erwartet. Da Clark während der letzten beiden Runden mit Aufhängungsproblemen zu kämpfen hatte, kam Hill noch bis auf sechs Sekunden an ihn heran.
Hulme baute seinen knappen Vorsprung in der Fahrerwertung mit den dritten Platz geringfügig aus. Da Brabham allerdings letztendlich noch den fünften Rang erreichte und somit ebenfalls Punkte erhielt, konnte von einer Vorentscheidung noch nicht die Rede sein.

## Meldeliste
| Team                        | Nr. | Fahrer               | Chassis      | Motor                    | Reifen |
| --------------------------- | --- | -------------------- | ------------ | ------------------------ | ------ |
| Brabham Racing Organisation | 01  | Jack Brabham         | Brabham BT24 | Repco 740 3.0 V8         | G      |
| Brabham Racing Organisation | 02  | Denis Hulme          | Brabham BT24 | Repco 740 3.0 V8         | G      |
| Honda Racing                | 03  | John Surtees         | Honda RA300  | Honda RA273E 3.0 V12     | F      |
| Cooper Car Company          | 04  | Jochen Rindt         | Cooper T81B  | Maserati 10/F1 3.0 V12   | F      |
| Cooper Car Company          | 21  | Jacky Ickx           | Cooper T86   | Maserati 10/F1 3.0 V12   | F      |
| Team Lotus                  | 05  | Jim Clark            | Lotus 49     | Ford Cosworth DFV 3.0 V8 | F      |
| Team Lotus                  | 06  | Graham Hill          | Lotus 49     | Ford Cosworth DFV 3.0 V8 | F      |
| Team Lotus                  | 18  | Moisés Solana        | Lotus 49     | Ford Cosworth DFV 3.0 V8 | F      |
| Owen Racing Organisation    | 07  | Jackie Stewart       | BRM P115     | BRM P75 3.0 H16          | G      |
| Owen Racing Organisation    | 08  | Mike Spence          | BRM P83      | BRM P75 3.0 H16          | G      |
| Scuderia Ferrari SpA SEFAC  | 09  | Chris Amon           | Ferrari 312  | Ferrari 242 3.0 V12      | F      |
| Anglo American Racers       | 11  | Dan Gurney           | Eagle T1G    | Weslake 58 3.0 V12       | G      |
| Bruce McLaren Motor Racing  | 14  | Bruce McLaren        | McLaren M5A  | BRM P142 3.0 V12         | G      |
| Rob Walker Racing           | 15  | Joseph Siffert       | Cooper T81   | Maserati 9/F1 3.0 V12    | F      |
| Joakim Bonnier Racing Team  | 16  | Joakim Bonnier       | Cooper T81   | Maserati 9/F1 3.0 V12    | F      |
| Reg Parnell Racing          | 17  | Chris Irwin          | BRM P83      | BRM P75 3.0 H16          | F      |
| Guy Ligier                  | 19  | Guy Ligier           | Brabham BT20 | Repco 620 3.0 V8         | F      |
| Matra Sports                | 22  | Jean-Pierre Beltoise | Matra MS7    | Ford-Cosworth FVA 1.6 L4 | G      |

## Klassifikationen

### Startaufstellung
| Pos. | Fahrer               | Konstrukteur    | Zeit    | Ø-Geschwindigkeit | Start |
| ---- | -------------------- | --------------- | ------- | ----------------- | ----- |
| 01   | Graham Hill          | Lotus-Ford      | 1:05,48 | 203,476 km/h      | 01    |
| 02   | Jim Clark            | Lotus-Ford      | 1:06,07 | 201,659 km/h      | 02    |
| 03   | Dan Gurney           | Eagle-Weslake   | 1:06,64 | 199,934 km/h      | 03    |
| 04   | Chris Amon           | Ferrari         | 1:06,65 | 199,904 km/h      | 04    |
| 05   | Jack Brabham         | Brabham-Repco   | 1:06,73 | 199,664 km/h      | 05    |
| 06   | Denis Hulme          | Brabham-Repco   | 1:07,45 | 197,533 km/h      | 06    |
| 07   | Moisés Solana        | Lotus-Ford      | 1:07,88 | 196,282 km/h      | 07    |
| 08   | Jochen Rindt         | Cooper-Maserati | 1:07,99 | 195,964 km/h      | 08    |
| 09   | Bruce McLaren        | McLaren-B.R.M.  | 1:08,05 | 195,791 km/h      | 09    |
| 10   | Jackie Stewart       | B.R.M.          | 1:08,09 | 195,676 km/h      | 10    |
| 11   | John Surtees         | Honda           | 1:08,13 | 195,561 km/h      | 11    |
| 12   | Joseph Siffert       | Cooper-Maserati | 1:08,25 | 195,218 km/h      | 12    |
| 13   | Mike Spence          | B.R.M.          | 1:09,01 | 193,068 km/h      | 13    |
| 14   | Chris Irwin          | B.R.M.          | 1:09,64 | 191,321 km/h      | 14    |
| 15   | Joakim Bonnier       | Cooper-Maserati | 1:09,78 | 190,937 km/h      | 15    |
| 16   | Jacky Ickx           | Cooper-Maserati | 1:09,94 | 190,500 km/h      | 16    |
| 17   | Guy Ligier           | Brabham-Repco   | 1:11,32 | 186,814 km/h      | 17    |
| 18   | Jean-Pierre Beltoise | Matra-Ford      | 1:12,05 | 184,922 km/h      | 18    |

### Rennen
| Pos. | Fahrer               | Konstrukteur    | Runden | Stopps | Zeit       | Start | Schnellste Runde |
| ---- | -------------------- | --------------- | ------ | ------ | ---------- | ----- | ---------------- |
| 01   | Jim Clark            | Lotus-Ford      | 108    | 0      | 2:03:13,2  | 02    | 1:06,42          |
| 02   | Graham Hill          | Lotus-Ford      | 108    | 0      | + 6,3      | 01    | 1:06,00 (81.)    |
| 03   | Denis Hulme          | Brabham-Repco   | 107    | 0      | + 1 Runde  | 06    | 1:07,73          |
| 04   | Joseph Siffert       | Cooper-Maserati | 106    | 0      | + 2 Runden | 12    | 1:09,02          |
| 05   | Jack Brabham         | Brabham-Repco   | 104    | 1      | + 4 Runden | 05    | 1:07,67          |
| 06   | Joakim Bonnier       | Cooper-Maserati | 101    | 0      | + 7 Runden | 15    | 1:09,93          |
| 07   | Jean-Pierre Beltoise | Matra-Ford      | 101    | 0      | + 7 Runden | 18    | 1:12,35          |
| –    | John Surtees         | Honda           | 96     | 1      | DNF        | 11    | 1:07,49          |
| –    | Chris Amon           | Ferrari         | 95     | 0      | DNF        | 04    | 1:06,10          |
| –    | Jackie Stewart       | B.R.M.          | 72     | 0      | DNF        | 10    | 1:09,65          |
| –    | Jacky Ickx           | Cooper-Maserati | 45     | 3      | DNF        | 16    | 1:13,94          |
| –    | Guy Ligier           | Brabham-Repco   | 43     | 0      | DNF        | 17    | 1:11,44          |
| –    | Chris Irwin          | B.R.M.          | 41     | 0      | DNF        | 14    | 1:10,53          |
| –    | Mike Spence          | B.R.M.          | 35     | 0      | DNF        | 13    | 1:10,15          |
| –    | Jochen Rindt         | Cooper-Maserati | 33     | 0      | DNF        | 08    | 1:09,50          |
| –    | Dan Gurney           | Eagle-Weslake   | 24     | 0      | DNF        | 03    | 1:08,46          |
| –    | Bruce McLaren        | McLaren-B.R.M.  | 16     | 0      | DNF        | 09    | 1:08,71          |
| –    | Moisés Solana        | Lotus-Ford      | 7      | 0      | DNF        | 07    | 1:10,91          |

## WM-Stände nach dem Rennen
Die ersten sechs des Rennens bekamen 9, 6, 4, 3, 2, 1 Punkte. Die besten fünf Ergebnisse der ersten sechs und die besten vier der restlichen fünf Rennen zählten zur Meisterschaft. In der Konstrukteurswertung zählten dabei nur die Punkte des bestplatzierten Fahrers eines Teams.

### Fahrerwertung
| Pos. | Fahrer              | Konstrukteur                    | Punkte |
| ---- | ------------------- | ------------------------------- | ------ |
| 01   | Denis Hulme         | Brabham-Repco                   | 47     |
| 02   | Jack Brabham        | Brabham-Repco                   | 42     |
| 03   | Jim Clark           | Lotus-B.R.M.                    | 32     |
| 04   | Chris Amon          | Ferrari                         | 20     |
| 05   | John Surtees        | Honda                           | 17     |
| 06   | Graham Hill         | Lotus-Ford                      | 15     |
| 07   | Pedro Rodríguez     | Cooper-Maserati                 | 14     |
| 08   | Dan Gurney          | Eagle-Weslake                   | 13     |
| 09   | Jackie Stewart      | B.R.M.                          | 10     |
| 10   | Mike Spence         | B.R.M.                          | 7      |
| 11   | Jochen Rindt        | Cooper-Maserati                 | 6      |
| 12   | John Love           | Cooper-Climax                   | 6      |
| 13   | Joseph Siffert      | Cooper-Maserati                 | 6      |
| 14   | Bruce McLaren       | McLaren-B.R.M. / Eagle-Weslake  | 3      |
| 15   | Joakim Bonnier      | Cooper-Maserati                 | 3      |
| 16   | Bob Anderson        | Brabham-Climax                  | 2      |
| 17   | Mike Parkes         | Ferrari                         | 2      |
| 18   | Chris Irwin         | Lotus-B.R.M. / B.R.M.           | 2      |
| 19   | Ludovico Scarfiotti | Ferrari                         | 1      |
| 20   | Guy Ligier          | Cooper-Maserati / Brabham-Repco | 1      |
| 21   | Jacky Ickx          | Matra-Ford / Cooper-Maserati    | 1      |
| 22   | David Hobbs         | B.R.M. / Lola-BMW               | 0      |

| Pos. | Fahrer               | Konstrukteur    | Punkte |
| ---- | -------------------- | --------------- | ------ |
| 23   | Richard Attwood      | Cooper-Maserati | 0      |
| 24   | Mike Fisher          | Lotus-B.R.M.    | 0      |
| 25   | Alan Rees            | Cooper-Maserati | 0      |
| 26   | Jean-Pierre Beltoise | Matra-Ford      | 0      |
| –    | Jackie Oliver        | Lotus-Ford      | 0      |
| –    | Lorenzo Bandini †    | Ferrari         | 0      |
| –    | Piers Courage        | Lotus-B.R.M.    | 0      |
| –    | Dave Charlton        | Brabham-Climax  | 0      |
| –    | Luki Botha           | Brabham-Climax  | 0      |
| –    | Sam Tingle           | LDS-Climax      | 0      |
| –    | Johnny Servoz-Gavin  | Matra-Ford      | 0      |
| –    | Silvio Moser         | Cooper-A.T.S.   | 0      |
| –    | Brian Hart           | Protos-Ford     | 0      |
| –    | Hubert Hahne         | Lola-BMW        | 0      |
| –    | Kurt Ahrens          | Protos-Ford     | 0      |
| –    | Jo Schlesser         | Matra-Ford      | 0      |
| –    | Gerhard Mitter       | Brabham-Ford    | 0      |
| –    | Al Pease             | Eagle-Climax    | 0      |
| –    | Eppie Wietzes        | Lotus-Ford      | 0      |
| –    | Ludovico Scarfiotti  | Eagle-Weslake   | 0      |
| –    | Moisés Solana        | Lotus-Ford      | 0      |

### Konstrukteurswertung
| Pos. | Konstrukteur    | Punkte |
| ---- | --------------- | ------ |
| 01   | Brabham-Repco   | 61     |
| 02   | Lotus-Ford      | 35     |
| 03   | Cooper-Maserati | 27     |
| 04   | Ferrari         | 20     |
| 05   | Honda           | 17     |
| 06   | B.R.M.          | 15     |
| 07   | Eagle-Weslake   | 13     |
| 08   | Cooper-Climax   | 6      |

| Pos. | Konstrukteur   | Punkte |
| ---- | -------------- | ------ |
| 09   | Lotus-B.R.M.   | 6      |
| 10   | McLaren-B.R.M. | 3      |
| 11   | Brabham-Climax | 2      |
| 12   | Matra-Ford     | 0      |
| –    | Lotus-Climax   | 0      |
| –    | LDS-Climax     | 0      |
| –    | Protos-Ford    | 0      |
| –    | Lola-BMW       | 0      |